# Amadou Doucouré
Pour les articles homonymes, voir Doucouré.
Amadou Doucouré, né en 1919 à Goumbou (Soudan français) et mort le 5 septembre 1969 à Bamako, fut Conseiller de la République, puis sénateur du Soudan français de 1947 à 1959.